# Oreste (eunuque)
Pour les articles homonymes, voir Oreste (homonymie).
Oreste (fl. 1025) est un eunuque byzantin qui fut au service de l'empereur Basile II.
Protospathaire et stratège, il fut l'un des eunuques les plus proches de l'empereur.
En 1025, Basile II lui confia une armée composée notamment d'auxiliaires varègues, bulgares, valaques et turcs, dans le but d'attaquer l'émirat de Sicile : débarqué à Bari, Oreste attendait pour entrer en campagne l'arrivée de l'empereur qui devait le rejoindre, mais la mort de ce dernier mis fin à l'expédition ; selon Ferdinand Chalandon, Oreste, abandonné à lui-même, ne sut que se faire battre, malgré les renforts qui lui furent envoyés.